# Polythlipta camptozona
Polythlipta camptozona là một loài bướm đêm trong họ Crambidae.